# Etajima

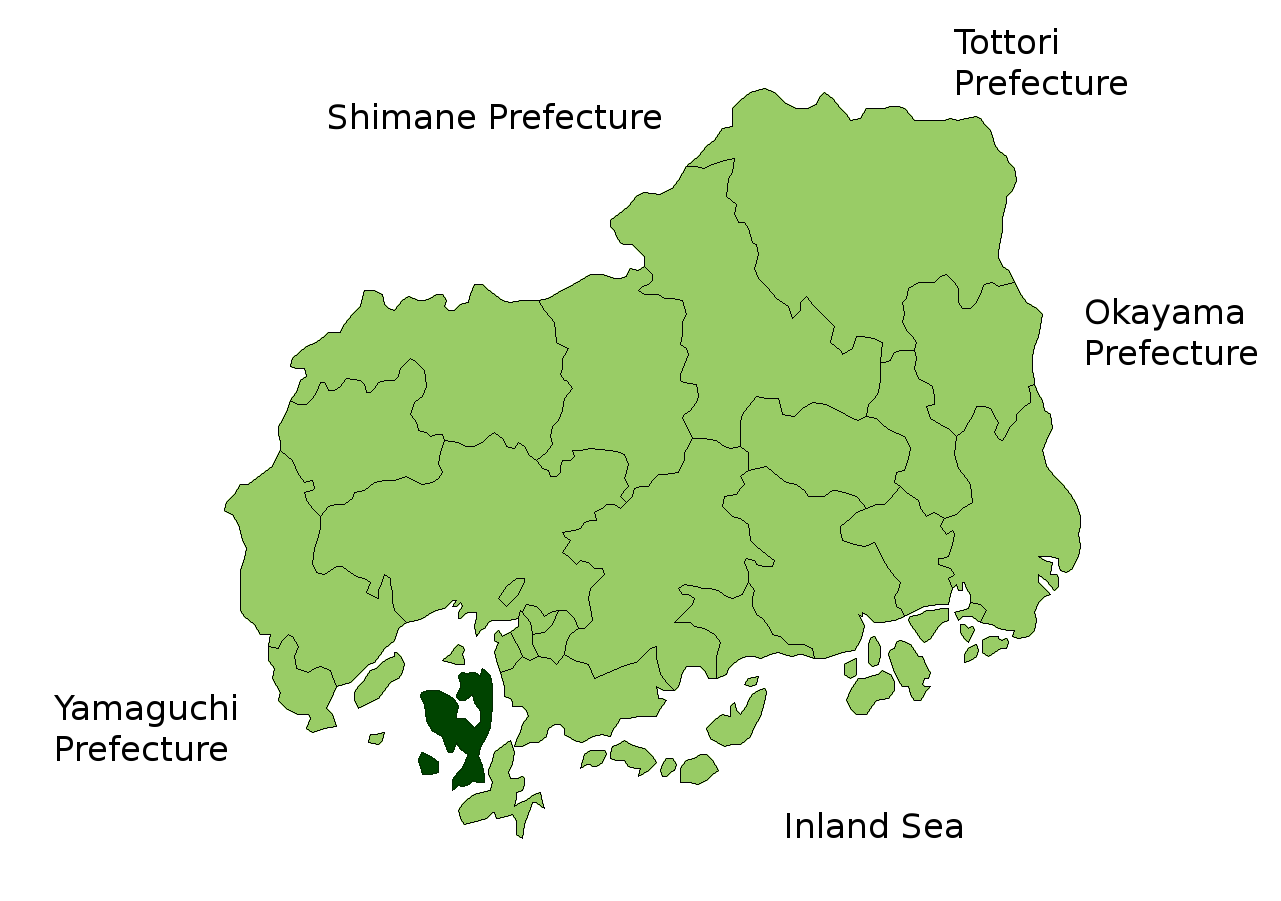

Etajima (江田島市 Etajima-shi?) este un municipiu din Japonia, prefectura Hiroshima.